# Војин Поповић (генерал)
Војин Поповић (Стијена, код Подгорице, 30. октобар 1913 — Брђани, код Горњег Милановца, 2. октобар 1962) био је учесник Народноослободилачке борбе и генерал-мајор ЈНА. У току рата користио је партизанско име Петар Божовић.

## Биографија
Као студент права на Универзитету у Београду прикључио се револуционарном студентском покрету и 1937. постао члан Комунистичке партије Југославије (КПЈ). Због револуционарне активности више пута је хапшен и прогањан од полиције.
Учесник је Народноослободилачког рата од 1941. године, а у току рата се налазио на дужностима политичког комесара Херцеговачког партизанског одреда, политичког комесара Трећег ударног херцеговачког батаљона, заменика команданта Десете херцеговачке бригаде, команданта Треће далматинске бригаде, политичког комесара 26. далматинске дивизије, политичког комесара 23. српске дивизије и др.
После рата наставио је војну каријеру у Југословенској армији (ЈА), где је обављао дужности политичког комесара Гарде ЈНА, помоћника команданта армије, команданта дивизије и команданта војног подручја. Завршио је Вишу војну академију ЈНА.
Погинуо је 2. октобра 1962. у саобраћајној незгоди у близини Брђана, код Горњег Милановца, када се путничко возило у коме се налазио сударило са теретним возилом предузећа „Слобода” из Чачка. Зајдно са њим у возили су се налазили Божа Павловић, председник Удружења ратних војних инвалида НР Србије и возач. Страдао је приликом одласка на свечаност отварња Костурнице црвеноармејаца у спомен-парку Брдо мира, у Горњем Милановцу, којој су присуствовали Јосип Броз Тито и совјетски лидер Леонид Брежњев. Сахрањен је у Гробници народних хероја у Титограду.
Носилац је Партизанске споменице 1941. и других југословенских одликовања, међу којима су Орден заслуга за народ са златном звездом и Орден братства и јединства са златним венцем.